# Abel-François Villemain

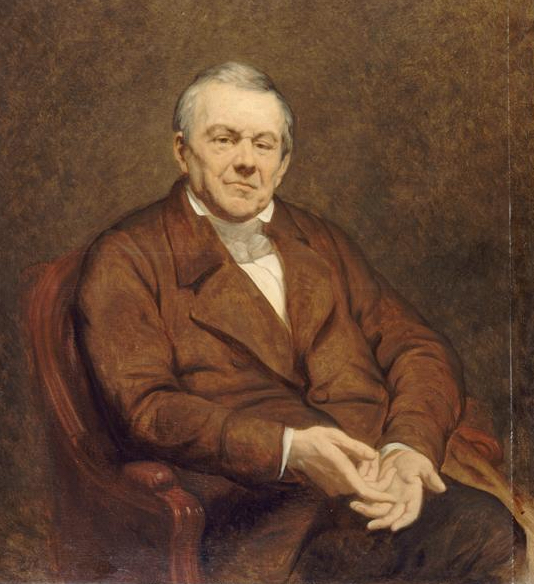
Villemain, porträtiert im Jahr 1855 von Ary Scheffer

Abel-François Villemain (* 9. Juni 1790 in Paris; † 8. Mai 1870 ebenda) war ein französischer Gelehrter und Politiker. 

## Abstammung, Jugend und frühe Laufbahn
Abel-François Villemain war der Sohn des Stallmeisters und Seidenwarenhändlers Ignace Jean Villemain und der Pariser Bürgerstochter Anne Geneviève Laumier. Er erhielt seinen ersten Unterricht im Internat bei M. Planche und spielte im Alter von zwölf Jahren in der griechischen Tragödie Philoktet mit, wobei er die Rolle des Odysseus übernahm, über den er schon viel gelesen hatte. Dann besuchte er als ausgezeichneter Schüler das Lycée Louis-le-Grand. Seine Begabung verschaffte ihm früh viel Ansehen und sogar sein Rhetoriklehrer Luce de Lancival ließ sich während seiner zeitweiligen Krankheit von ihm vertreten.
Nachdem Villemain das Gymnasium verlassen hatte, ernannte Jean-Pierre Louis de Fontanes den brillanten Schulabgänger 1810 zum vertretenden Rhetoriklehrer am Lycée Charlemagne, dann zum Dozenten der französischen Literatur und lateinischen Metrik an der École normale supérieure in Paris. 1812 durfte er anlässlich der Preisverleihung des Concours général (jährlicher Leistungswettbewerb an französischen Gymnasien) eine Rede in Latein halten, dessen Verwendung gerade wieder eingeführt worden war. Seine Rede beeindruckte die Zuhörer durch den vollendeten lateinischen Stil und den hohen Gedankenflug. Am 23. März 1812 erhielt er für seine Eloge auf Michel de Montaigne 1812 einen Preis der Académie française (ebenso am 25. August 1816 für seine Eloge auf Montesquieu). Deshalb wurde er von Jean Baptiste Antoine Suard, vom Grafen der Narbonne und von der Prinzessin von Vaudemont unterstützt und war aufgrund seines geistreichen Unterhaltungstalents trotz seines unattraktiven Äußeren und seiner nachlässigen Kleidung ein geschätzter Gast in den literarischen Salons, besonders jenem der Madame de Broglie, der Tochter der bekannten Schriftstellerin Madame Anne Louise Germaine de Staël. Bei zwei weiteren akademischen Wettbewerben triumphierte er mit der gleichen Fertigkeit.

## Karriere während der Restauration

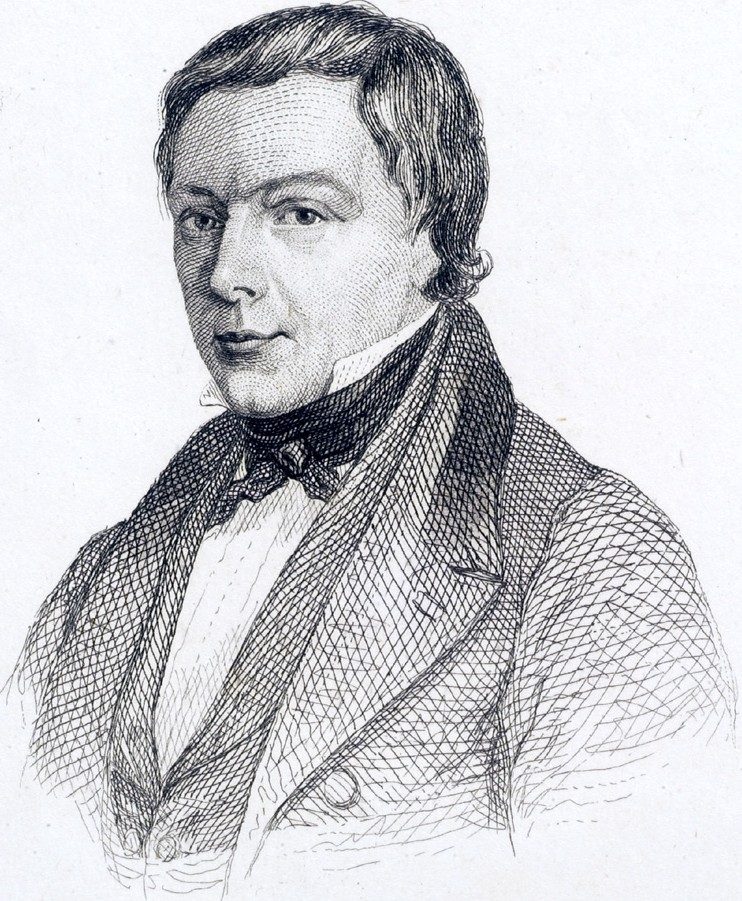
Abel-François Villemain

Am 21. April 1814 durfte Villemain mit einer Ausnahmeerlaubnis in der Académie française vor dem preußischen König und dem russischen Kaiser seine Abhandlung Avantages et inconvénients de la critique vorlesen und machte den fremden Monarchen Komplimente, für die er von den Liberalen scharf kritisiert wurde. Ende Mai 1814 wurde er an Stelle von François Pierre Guillaume Guizot stellvertretender Professor für Moderne Geschichte und im November 1816 als Nachfolger von Pierre Paul Royer-Collard Professor der französischen Rhetorik an der Sorbonne. In letzterer Funktion hielt er – abgesehen von kurzen Unterbrechungen – von 1816 bis 1832 als erster Vorlesungen über die Geschichte der französischen Literatur, die sehr gut besucht und enthusiastisch aufgenommen wurden, so dass er großen Einfluss auf seine Schüler hatte. Ohne sein Lehramt aufzugeben, wurde Villemain unter dem Minister Decazes im Dezember 1815 Direktor des Buchhandels (Chef de l'imprimerie et de la librairie) im Innenministerium und war in dieser Funktion auch für die Zensur der Presse zuständig Am 4. November 1818 wurde er zum Maître des requêtes im Staatsrat ernannt. Diese Verwaltungstätigkeit genügte ihm bald nicht mehr und er strebte ein Abgeordnetenmandat an. Er trat der Partei der Doktrinäre bei und griff den monarchistisch gesinnten Politiker Jean-Baptiste de Villèle an. Am 25. April 1821 wurde Villemain als Nachfolger Fontanes’ Mitglied der Académie française.
Begeistert vom griechischen Freiheitskampf gegen die jahrhundertelange Besatzung durch das Osmanische Reich verfasste Villemain zu diesem Thema 1825 zwei Schriften (Lascaris ou les Grecs du XVe siècle und Essai sur l'état des Grecs depuis la conquête musulmane).
Villèle ließ die Vorlesungen von Guizot, Victor Cousin und Villemain an der Sorbonne zeitweilig suspendieren, da sie ihm zu erfolgreich waren. 1827 erhob Villemain als einziger Staatsrat Einspruch gegen die geplante Wiedereinführung der Zensur. Die Académie française beauftragte ihn, Charles de Lacretelle und François-René de Chateaubriand mit der Verfassung einer Bittschrift an König Karl X. gegen das Zensurgesetz. Diese Aufgabe erledigte Villemain so perfekt, dass ihn Villèle am gleichen Tag von seinem Posten im Staatsrat absetzte. In seinen Vorlesungen über die Schriftsteller des 18. Jahrhunderts spielte er auf deren große Ideen zur Freiheit an und machte versteckte und bissige Bemerkungen gegen die Regierung, die seine Zuhörer sofort verstanden und freudig aufnahmen. 
Anfang 1828 wurde Villèle selbst entlassen und Villemain erhielt unter dem Ministerium Martignac seine Funktion im Staatsrat zurück, die er aber 1829 mit dem Regierungsantritt des Ministeriums Jules de Polignac wieder niederlegte. Er ließ sich am 19. Juli 1830 zum Deputierten für das Department Eure wählen.

## Höhepunkt der politischen Laufbahn während der Julimonarchie
Villemain gehörte zu jenen Deputierten, die am 26. Juli 1830 ein Protestschreiben gegen die Juliordonnanzen verfassten. Nach der Julirevolution wurde er am 13. August 1830 Mitglied des königlichen Rates für öffentlichen Unterricht und gehörte auch einem Gremium an, das die Unterrichtsgesetze reformieren sollte. Als Mitglied der Kommission zur Revision der Verfassung forderte er die Abschaffung des Gesetzes, das den Katholizismus zur Staatsreligion erklärte. Obwohl Villemain die neue Regierung unterstützte, stimmte er keineswegs allen ihren Gesetzen zu. Bis zu seinem Eintritt ins Kabinett (1839) gehörte er der royalistischen Mitte-rechts-Opposition an. So sprach er sich für die Unabsetzbarkeit der Parlamentarier aus und gegen die Todesstrafe bei politischen Angelegenheiten. Wegen seiner zu revolutionären Vorstellungen wurde er 1831 als Deputierter nicht wiedergewählt.
Villemain heiratete am 30. Jänner 1832 in Dreux Louise Desmousseaux de Givré, deren Vater 1815 zum Deputierten gewählt worden war.
Der „Bürgerkönig“ Louis Philippe ernannte Villemain am 11. Oktober 1832 zum Pair. Damals riefen große Probleme in Frankreich Unruhen in Paris und anderswo hervor, und Villemain stimmte am 15. Februar 1833 der Regierung zu, die Hauptstadt in Belagerungszustand zu versetzen, was schon im vorigen Juni stattgefunden hatte. Er tadelte aber auch den Brauch, zahlreiche politische Prozesse vor die Pairskammer zu bringen, die sich ständig wiederholten und durch den dabei zutage tretenden Hass der Streitparteien die Würde dieser Versammlung verletzten. Am 11. Dezember 1834 wurde er zum ständigen Sekretär der Académie française auf Lebenszeit gewählt. Er hielt mehrere glänzende Reden, z. B. 1835 gegen die Septembergesetze zur Beschränkung der Pressefreiheit, und forderte vergeblich, dass die Presse nur dem gemeinen Recht unterliegen solle.
Der Koalition gegen das Ministerium Molé trat Villemain nicht bei, sondern wurde am 12. Mai 1839 unter dem zweiten Ministerium von Nicolas-Jean de Dieu Soult Minister des öffentlichen Unterrichts. Er leitete eine Reorganisation der öffentlichen Bibliotheken in die Wege und förderte die historischen Studien durch einen neuen Impuls zur Publikation der Documents inédits sur l'histoire de France. Mit Minoides Mynas entsandte er einen Griechen, der sich in Paris niedergelassen hatte, nach Griechenland und Kleinasien, um weitere Handschriften altgriechischer Autoren aufzuspüren. Am 1. März 1840 trat er von seinem Ministerposten zurück, als die Deputierten unerwartet ohne Diskussion die geplante Dotation des Grafen von Nemours, Ludwig von Orléans, ablehnten. Er erhielt dann am 29. Oktober 1840 unter Guizot wieder die Leitung des Unterrichtsministeriums und brachte nach mehreren Anläufen und Überarbeitungen ein Gesetz zur Freiheit des Unterrichts durch, das aber weder die Kirche noch die Universitäten befriedigte. 1844 ließ er die Jesuiten ausweisen. Zwar war Villemain ein selten kompetenter Minister, aber kein radikaler Reformer und hinterließ daher keine großen Spuren seiner Tätigkeit. Scharfsinnig erkannte er meist die kleinsten Details, damit aber auch das oft widersprüchliche Für und Wider geplanter Veränderungen in seinem Kompetenzbereich und zögerte daher oft mit der Durchführung seiner Reformvorhaben.
Am 12. Februar 1841 wurde Villemain in die Académie des inscriptions et belles-lettres aufgenommen und am 29. Oktober 1843 zum Großoffizier der Ehrenlegion ernannt.
Schließlich war Villemain der starken Kritik müde, seine Gesundheit verschlechterte sich und er hatte auch große häusliche Sorgen, so dass er einige Zeit einen Zustand der Verzweiflung nahe dem Wahnsinn durchlebte. Auch fühlte er sich von den Jesuiten verfolgt. Zwar verbesserte sich seine Konstitution wieder, doch blieb er ziemlich trübsinnig. Deshalb gab er am 30. Dezember 1844 sein Amt als Unterrichtsminister auf und lehnte eine ihm angebotene Pension von 15 000 Franc ab. Nach seiner Genesung nahm er 1845 wieder seine Funktion als ständiger Sekretär der Académie française auf und trat 1846 wieder als Redner in der Kammer der Pairs auf, wo er etwa in der Frage der politischen Flüchtlinge oder des Medizinunterrichts mitsprach.
Während der gesamten Julimonarchie war Villemain ein bedeutender Schirmherr der Literatur in Frankreich.

## Privatleben seit 1848
Nach der Februarrevolution 1848 zog sich Villemain ganz aus der Politik zurück. Er nahm auch seine Vorlesungen an der Sorbonne nicht mehr auf, war zwar vom Januar bis Mai 1852 Staatsrat, verzichtete aber nach der Gründung des zweiten Kaiserreichs auf alle Ämter mit Ausnahme seines Sitzes in der Académie française. Er legte 1852 auch seinen Professorentitel nieder und widmete sich ausschließlich der Veröffentlichung neuer und der Neuausgabe seiner älteren Werke. In seinem 1860 erschienenen Buch La France, l'Empire et la Papauté, das großes Aufsehen erregte, verteidigte er die weltliche Macht des Papstes. Nach seinem Tod (1870) erschien sein hervorragendes Werk Histoire de Grégoire VII.

## Literarische Tätigkeit
Villemain hatte die Einschätzung von Napoleon erfahren, dass man die schriftstellerische Tätigkeit eines Menschen nicht von seinem restlichen Leben trennen könne; daher versuchte er auch in seiner Literaturkritik, die Werke der Autoren nie abgekoppelt von ihrer allgemeinen Biographie zu analysieren. Er vertrat in der Literatur einen eklektizistischen Standpunkt. Deshalb nahm er in zwei ästhetisch-kritischen Schriften (Mélanges, 1823 und Nouveaux mélanges, 1827) eine vermittelnde Position zwischen den extremen Positionen der Anhänger des Romantizismus einerseits und jenen des Klassizismus andererseits ein, und ersteren gefiel sein ehrliches Verständnis für die Schönheit der englischen, italienischen und spanischen Dichtung, während letztere seine ebenso große Achtung der Klassiker der antiken griechisch-römischen sowie der französischen Literatur schätzten. Während er insbesondere die klassische englische Literatur liebte, stand er den deutschen Dramen und Philosophen eher ablehnend gegenüber und hatte kein Verständnis für die Bewunderung der deutschen Literatur durch manche seiner Zeitgenossen. 
Durch die Einführung und methodische Verwendung der Vergleichenden Literaturwissenschaft suchte Villemain Berührungspunkte und Analogien der europäischen Nationalliteraturen zu beleuchten. Unglücklicherweise sind seine Vorlesungen der Jahre 1816–1826 bis auf zwei Eröffnungsreden verloren. Erst ab 1827, als er bei Geschichte der französischen Literatur der zweiten Hälfte des 18. Jahrhunderts angekommen war, begann er seine Universitätskurse auch schriftlich zu veröffentlichen und ergänzte sie später um seine 1826 gehaltenen Kurse, die die erste Hälfte des 18. Jahrhunderts behandelten. Sein die Vorlesungen von 1827 bis 1830 umfassender Cours de littérature française (2. Auflage 1864 in 6 Bänden) stellt sein Hauptwerk dar und ist noch heute wichtig. 
Weniger bedeutend als Villemains Werke über die Literaturgeschichte Frankreichs sind seine Arbeiten über die spätantike Literatur sowie zur Geschichte (z. B. seine 1819 erschienene Biographie über Oliver Cromwell, der mit Napoléon Bonaparte verglichen wird). 1823 gab er die von Angelo Mai entdeckte Schrift De republica des Marcus Tullius Cicero mit französischer Übersetzung, Einleitung und wissenschaftlichen Anmerkungen heraus.

## Werke
- Discours sur les avantages et les inconvénients de la critique, 1814 (Preisschrift)

- Le Roi, la charte et la monarchie, Paris 1816

- Histoire de Cromwell, 2 Bde., Paris 1819, dt. von Berly, Leipzig 1830

- Discours et mélanges littéraires, 2 Bde., Paris 1823 (darin Villemains Lobrede auf Montaigne und Montesquieu etc.)

- Lascaris, ou les Grecs du XVe siècle, Paris 1825 (historischer Roman), dt. Straßburg 1825

- Essai sur l'état des Grecs depuis la conquête musulmane, Paris 1825

- Nouveaux mélanges historiques et littéraires, Paris 1827

- Cours de l’éloquence, Paris 1827

- Cours de littérature française (5 Bde., Paris 1828–1829, neue Ausgabe 6 Bde., 1864), bestehend aus: Tableau de la littérature française au moyen âge en France, en Italie, en Espagne et en Angleterre (2 Bde., 1846) und Tableau de la littérature française au 18e siècle (4 Bde., 1864)

- Considérations sur la langue française, Paris 1835 (Vorwort zur 6. Auflage des Dictionnaire de l'Académie française)

- Études de littérature ancienne et étrangère, Paris 1846 (darin Studien zu Herodot, Lukrez, Cicero, Plutarch, Lucan, Tiberius, griechischen Romanen sowie Bemerkungen zu Shakespeare, Milton, Pope, Wicherley, Young und Byron)

- Tableau de l’éloquence chrétienne au IVe siècle, Paris 1846, dt. Regensburg 1855

- Souvenirs contemporains d’histoire et de littérature, Paris 1853, dt. Leipzig 1854

- Choix d’études sur la littérature contemporaine, Paris 1857

- La tribune moderne: Bd. 1: Chateaubriand, Paris 1857; Bd. 2, aus dem Nachlass, 1882

- Essais sur le génie de Pindare et sur la poésie lyrique, Paris 1859

- Histoire de Grégoire VII, 2 Bde., Paris 1873

Außerdem verfasste Villemain zahlreiche Artikel in der Revue des Deux Mondes, Biographie universelle, im Journal des Savants usw.